# Sant’Angelo del Pesco
Sant’Angelo del Pesco község (comune) Olaszország Molise régiójában, Isernia megyében.

## Fekvése
A megye északi részén fekszik. Határai: Borrello, Capracotta, Castel del Giudice, Gamberale, Pescopennataro, Pizzoferrato és Quadri.

## Története
A települést a 13. században alapították pescopennatarói lakosok. A 15. századtól kezdődően Sant’del Pescolo néven volt ismert. A 19. század elején, amikor a Nápolyi Királyságban felszámolták a feudalizmust Pescopennataro része lett, majd 1811-től önálló község.

## Népessége
A népesség számának alakulása:

## Főbb látnivalói
- Madonna del Carmine-templom
- San Michele Arcangelo-templom